# Brezje v Podbočju
Brezje v Podbočju je naselje u Općini Krško u istočnoj Sloveniji. Brezje v Podbočju se nalazi u pokrajini Dolenjskoj i statističkoj regiji Donjoposavskoj. 

## Stanovništvo
Prema popisu stanovništva iz 2002. godine Brezje v Podbočju je imalo 42 stanovnika.

## Vanjske poveznice
- Satelitska snimka naselja  Arhivirana inačica izvorne stranice od 29. srpnja 2017. (Wayback Machine)